# صبار حلزوني
يشير الصبار الحلزوني او الألوة الحلزونية (Aloe polyphylla) نبات متعددة الأوراقينتمي إلى جنس الألوة. وهي مستوطنة في مملكة ليسوتو الواقعة في جبال دراكنزبرج. يشتهر هذا النبات الدائم الخضرة بطريقته الرائعة والمتناسقة في النمو ، والتي تتميز بنمط هندسي حلزوني.

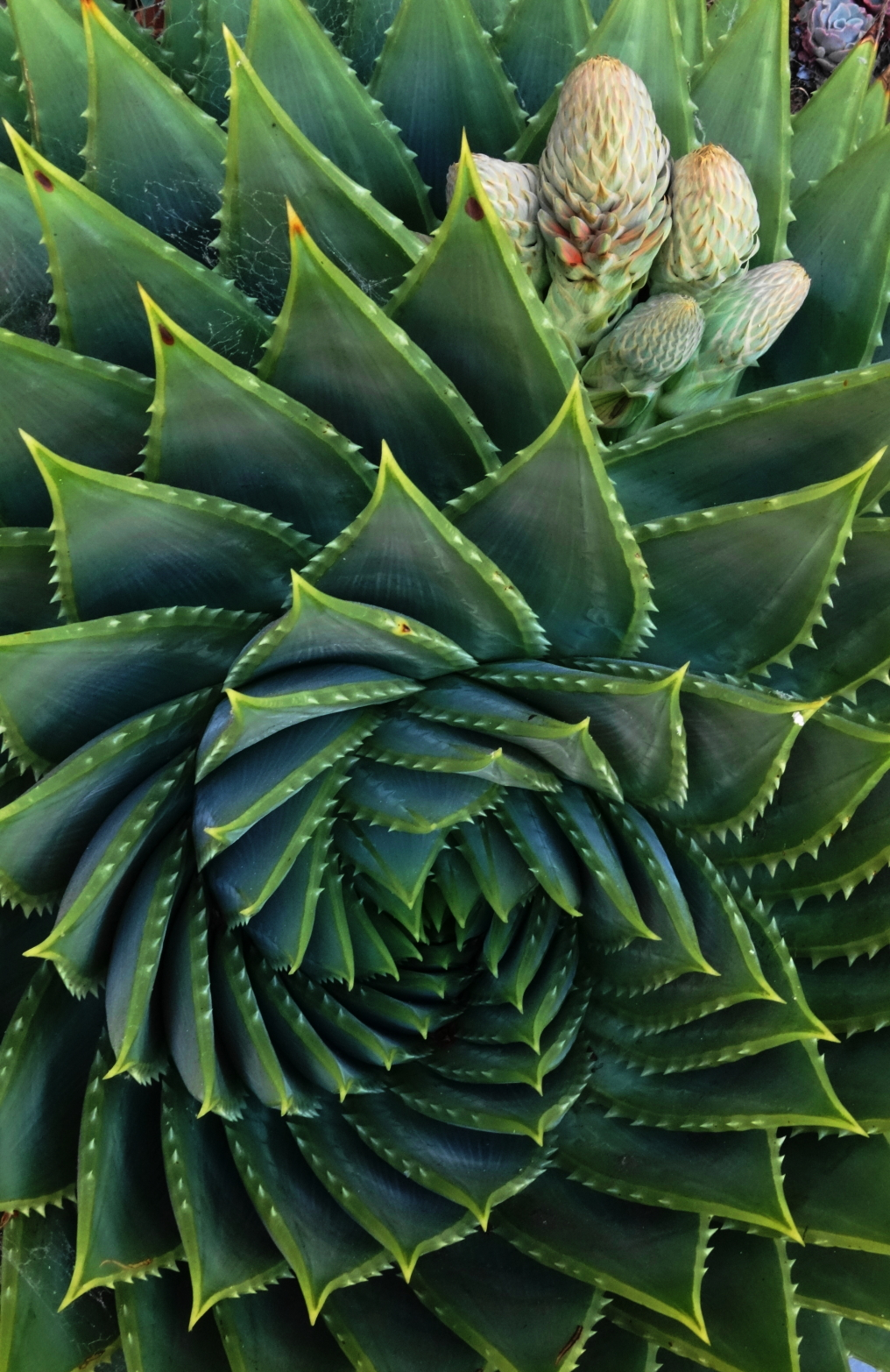